# 佩雷莫哈 (中布達市鎮)
52°11′43″N 33°52′45″E / 52.19528°N 33.87917°E
佩雷莫哈（烏克蘭語：Перемога）是烏克蘭東北部蘇梅州紹斯特卡區中布达市镇的村落。處於茲諾比夫卡河左岸，分別距離大貝里茲卡2公里和切爾納茨凱3公里，海拔高度164米，2001年人口16。